# Trojanka (Holowaniwsk)
Trojanka (ukrainisch Троянка; russisch Троянка Trojanka, polnisch Trojanka) ist ein Dorf im Westen der ukrainischen Oblast Kirowohrad mit etwa 1000 Einwohnern (2001).

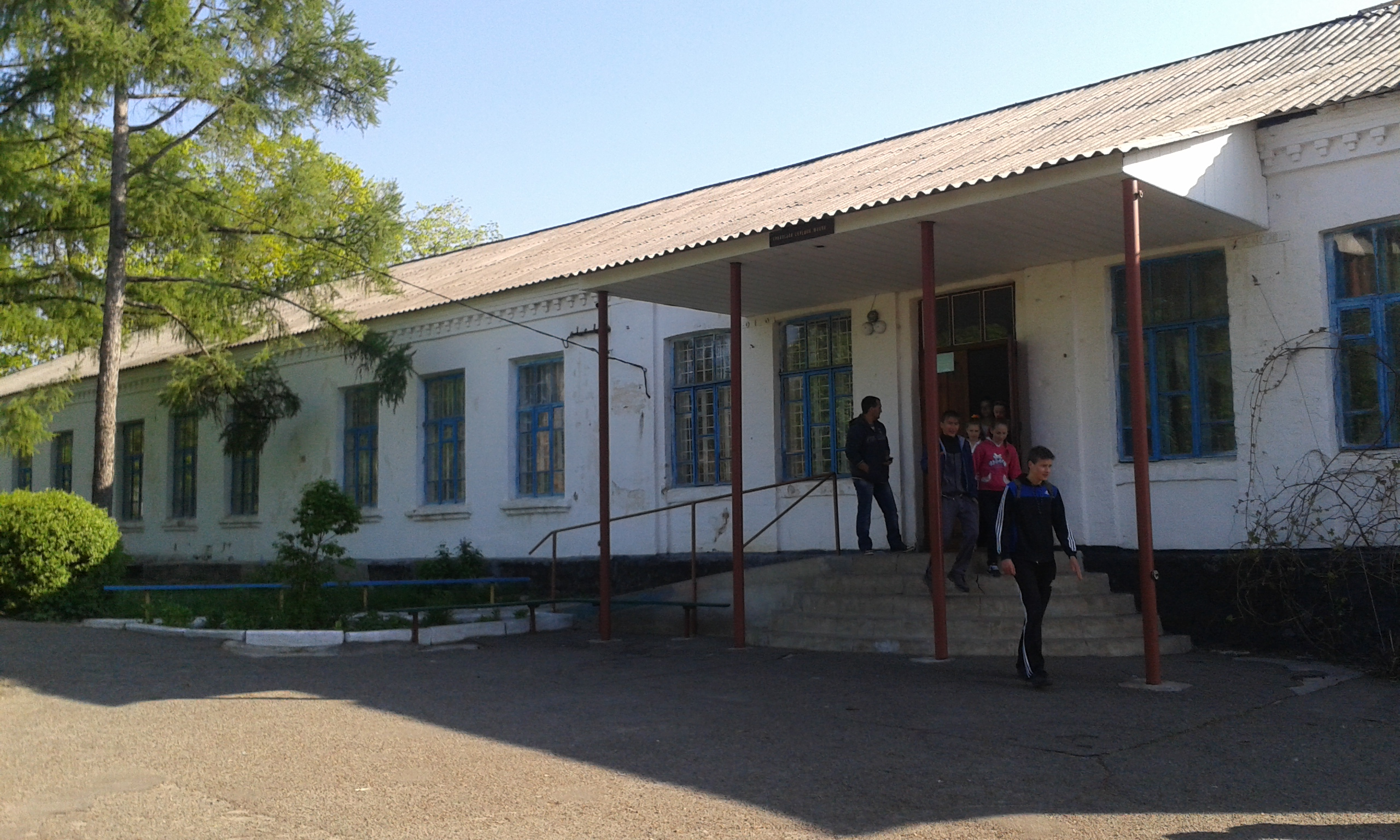
Schule im Dorf

Das in der ersten Hälfte des 18. Jahrhunderts gegründete Dorf liegt 17 km östlich vom Rajonzentrum Holowaniwsk und 155 km westlich vom Oblastzentrum Kropywnyzkyj.
Durch das Dorf verläuft die Territorialstraße T–12–06.
Am 12. Juni 2020 wurde das Dorf ein Teil der neugegründeten Siedlungsgemeinde Holowaniwsk, bis dahin bildete es die gleichnamige Landratsgemeinde Trojanka (Троянська сільська рада/Trojanska silska rada) im Osten des Rajons Holowaniwsk.

## Söhne und Töchter der Ortschaft
- Mykola Bobrezkyj (1843–1907), ukrainischer Zoologe, Professor und Rektor an der Universität Kiew. Er kam am 1. Juni 1843 im Ort zur Welt.